# 1619 en philosophie
Chronologie de la philosophie
- 1615
- 1616
- 1617
- 1618
- 1619
- 1620
- 1621
- 1622
- 1623

L’année 1619 a été marquée, en philosophie, par les événements suivants :

## Publications
- Jakob Böhme : Des trois principes de l'essence divine (1619). Trad. Louis-Claude de Saint-Martin, 1802  ;
- Comenius : Listové do nebe, 1619 - une critique de l’injustice sociale.
- Marie de Gournay :  Versions de quelques pièces de Virgile, Tacite, Salluste, avec L'Institution de Monseigneur, frère unique du Roy (comprend également un « traicté sur la Poësie »).
- Scioppius : Classicum belli sacri, sive Heldus redivivus, hoc est, ad carolum quintum suasoria de christiani Caesaris erga principes Ecclesia rebelles officio, deque veris compescendorum hareticorum, Ecclesiaeque in pace collocandae, rationibus.  (Tinici 1619), un libelle acerbe contre Charles Quint et les princes catholiques allemands qu'il ne juge pas assez belliqueux vis-à-vis des protestants. Pour ce faire, Scoppius ressuscite et usurpe le personnage de Matthias Held (Matthias von Held dit d'Arlé et von Hagelstein), vice-chancelier de Charles Quint décédé 56 ans plus tôt.
- Francisco Suárez : De gratia.

## Naissances
- Wang Fuzhi (王夫之, 1619–1692), de son nom de plume Chuanshan (船山 Chuan-shan), également connu sous les noms de Wang Fu-zi ou Wang Zi, était un philosophe chinois de la fin de la dynastie Ming et du début de la dynastie Qing.